# Seiurus aurocapilla
Il tordo acquaiolo fornaio (Seiurus aurocapilla Linnaeus, 1766) è un piccolo uccello canoro della famiglia dei Parulidi. Questo uccello migratore nidifica nel Nordamerica orientale e sverna in America Centrale, in molte isole dei Caraibi, in Florida e nel Venezuela settentrionale.

## Tassonomia
Il genere Seiurus viene attualmente considerato monotipico, in quanto comprende il solo tordo acquaiolo fornaio; esso si differenzia geneticamente da tutte le altre specie della famiglia dei Parulidi, ed è probabilmente il primo genere ad essersi evoluto separatamente dal resto della famiglia.
Prima che venissero intrapresi i recenti studi genetici, in Seiurus venivano classificate anche le altre due specie di tordo acquaiolo; queste vengono attualmente classificate a parte nel genere Parkesia, in quanto non sono poi così strettamente imparentate con il tordo acquaiolo fornaio.
L'epiteto specifico aurocapilla è un sintagma nominale: la dicitura originale, cioè, è stata mantenuta, e non è cambiata secondo il genere del nome generico; Linneo originariamente battezzò questa specie Motacilla aurocapilla, e la desinenza non è mai stata cambiata in -us come veniva comunemente affermato in passato. Etimologicamente il nome scientifico aurocapilla deriva dal latino e significa «capelli dorati» e Seiurus dal greco seio, «agitare», e urus, «coda».
Se ne riconoscono tre sottospecie:
- S. a. aurocapilla (Linnaeus, 1766) - Canada centrale e sud-orientale e Stati Uniti orientali;
- S. a. cinereus A. H. Miller, 1942 - Stati Uniti centro-occidentali;
- S. a. furvior Batchelder, 1918 - Terranova (Canada sud-orientale).

## Descrizione

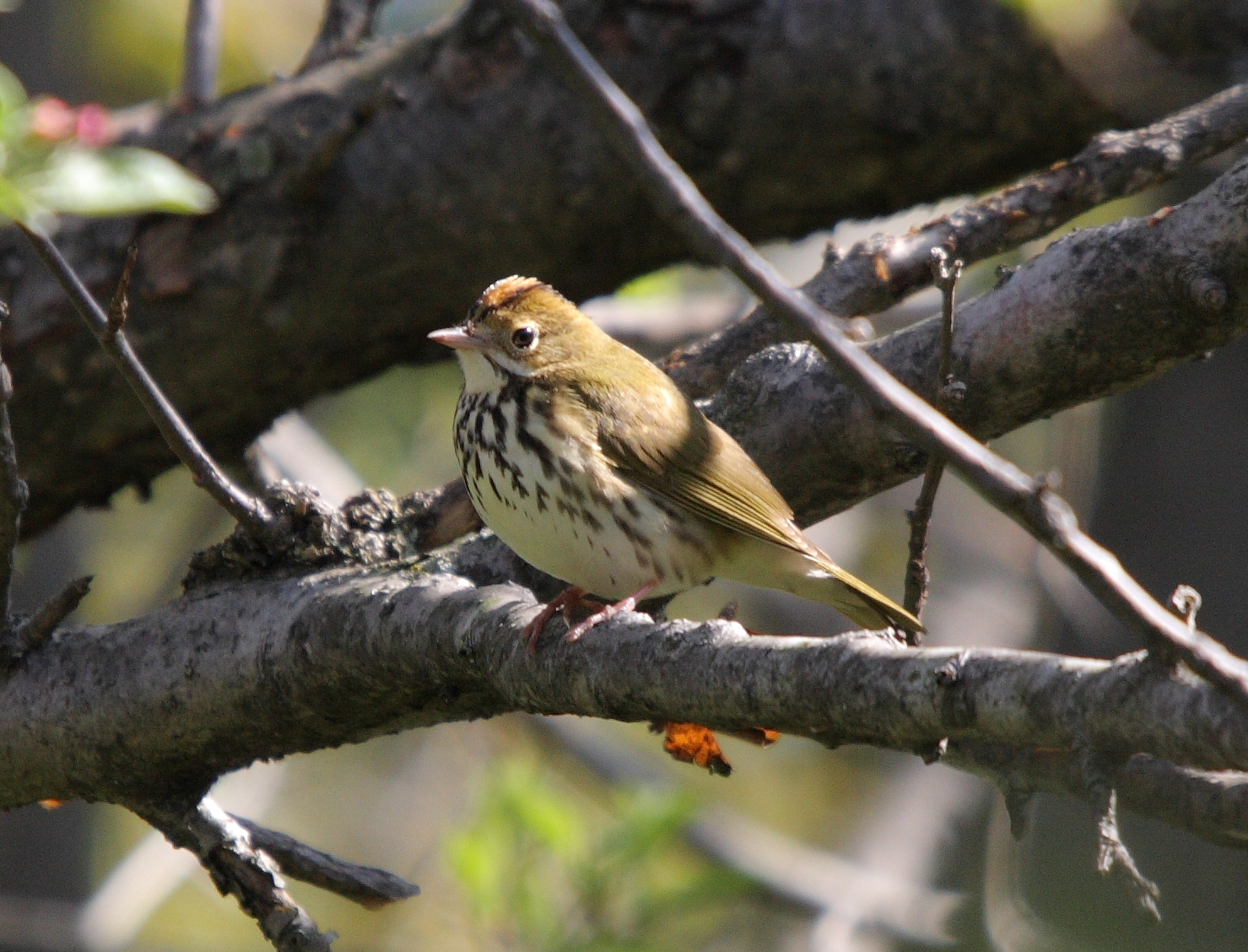
Adulto con la «cresta» eretta; palude Léon-Provancher, Québec (Canada).

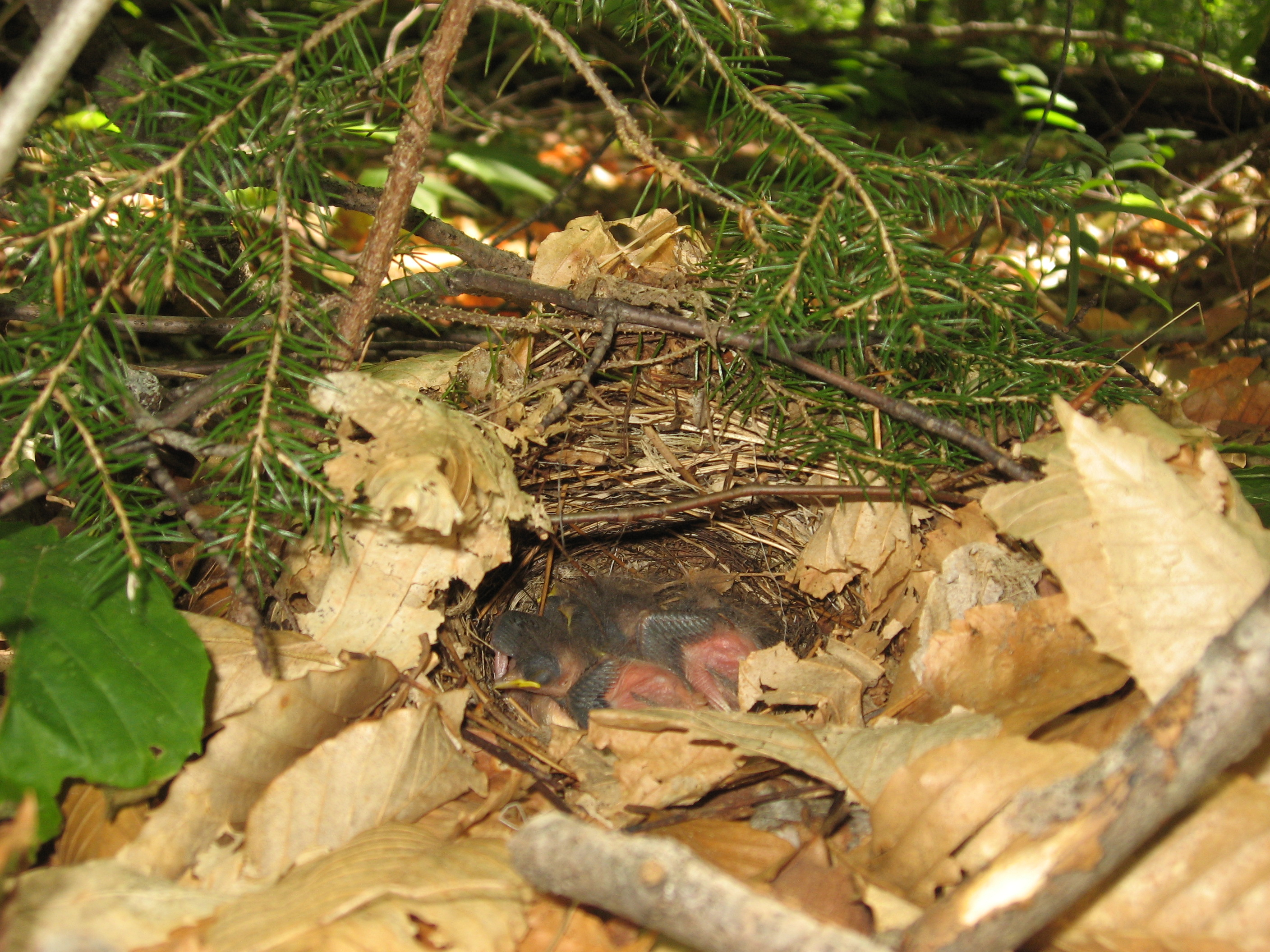
Nido con pulcini.

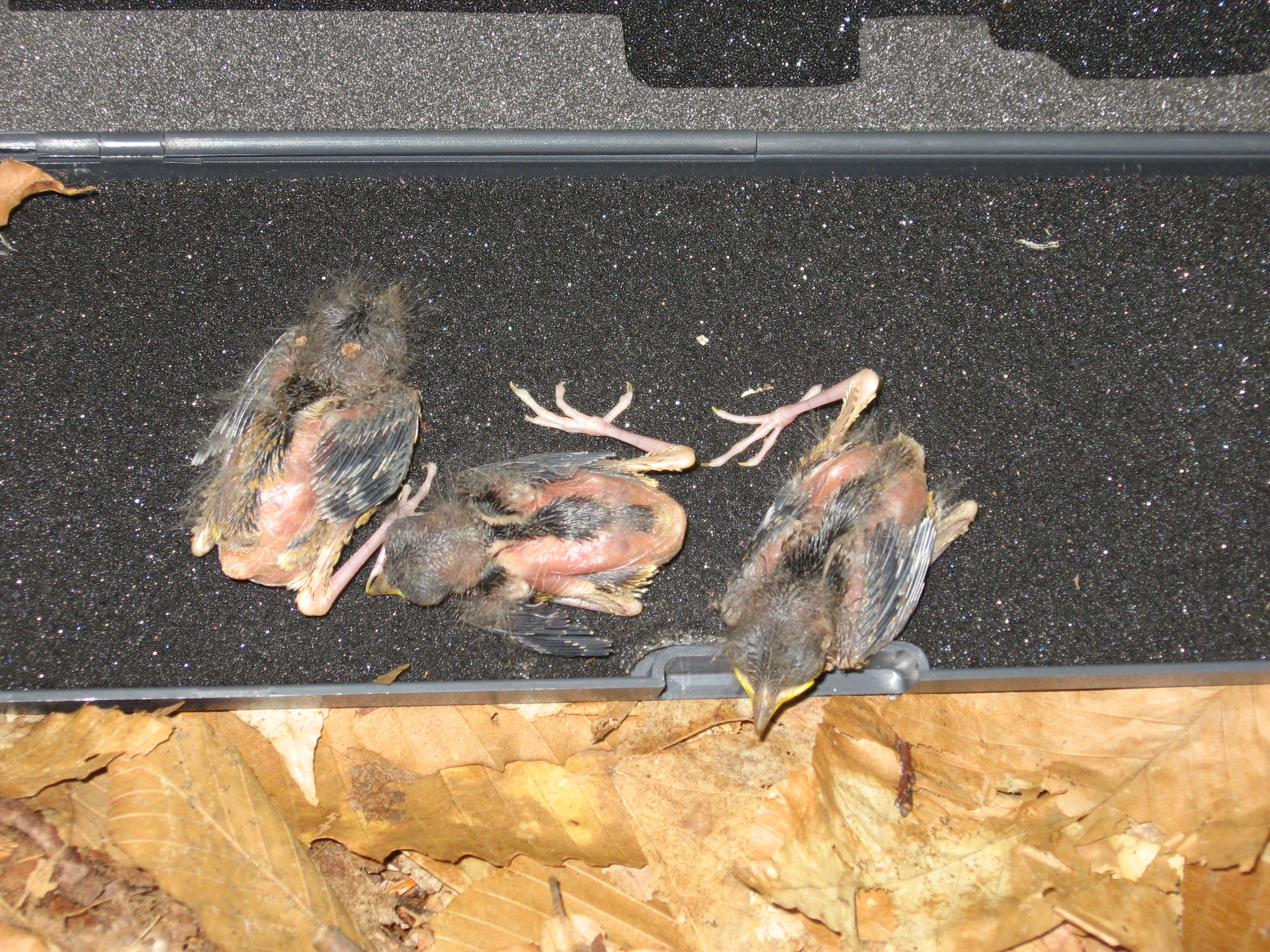
Pulcini di sei giorni.

Il tordo acquaiolo fornaio è un grosso parulide di foresta e talvolta gli osservatori inesperti lo scambiano per un tordo. Gli adulti misurano 11–16 cm di lunghezza e hanno un'apertura alare di 19–26 cm. Essi pesano in media 19 g, ma il loro peso varia tra i 14 e i 28,8 g. Tra le misure standard, l'ala misura 6,8-8,3 cm, la coda 5-5,8 cm, il becco 1,1-1,3 cm e il tarso 2-2,3 cm. Essi tendono ad essere più pesanti in inverno, in particolare agli inizi della loro migrazione. Essi hanno le regioni superiori marrone-oliva e quelle inferiori bianche e fittamente striate di nero; i fianchi hanno una sfumatura oliva. Un anello bianco circonda gli occhi e una striscia nera corre sotto le guance. Lungo la sommità del capo corre una linea di piume arancioni dall'estremità verde oliva, contornata su ogni lato da piume marrone-nerastre. Le piume arancione possono essere sollevate a formare una piccola cresta. Gli occhi e la parte superiore del becco, sottile e appuntito, sono scuri, mentre il ramo inferiore del becco è color corno e zampe e piedi sono rosati.
Maschi e femmine hanno aspetto simile. Gli esemplari immaturi hanno i bordi delle remiganti color tenné e talvolta macchie color camoscio sulle copritrici primarie esterne. Inoltre, le estremità verde oliva delle piume della corona, che sono a malapena visibili negli uccelli adulti, sono più evidenti negli immaturi e ricoprono quasi o completamente la corona arancione.
Il canto principale del tordo acquaiolo fornaio consiste in una serie di stridenti motivi bisillabici di tonalità relativamente bassa ripetuti senza pause per circa otto volte a volume crescente. Generalmente, la seconda sillaba di ciascun motivo è particolarmente accentata: «chur-tee’ chur-tee’ chur-tee’ chur-tee’ chur-TEE chur-TEE chur-TEE!». I maschi emettono un dolce canto in aria al crepuscolo, alla maniera delle allodole, incorporando porzioni del canto principale in un guazzabuglio di note tremolanti lanciate volando su e giù. Il richiamo è un acuto «chik!» di tono variabile. Alcune variazioni ricordano il grido di richiamo di un picchio lanuginoso (Dryobates pubescens). Se l'uccello è agitato, può ripetere questo richiamo più volte. Il richiamo di battaglia è un forte e crescente siiii.

## Distribuzione e habitat
L'habitat di nidificazione di questa specie è costituito dalle foreste mature decidue e miste, specialmente con poco sottobosco, del Canada e degli Stati Uniti orientali. Per andare in cerca di cibo, predilige boschi con un folto sottobosco di arbusti; sostanzialmente, prospera meglio in un misto di foresta primaria e secondaria. I tordi acquaioli fornai migrano negli Stati Uniti sud-orientali, nei Caraibi e nella fascia che va dal Messico al Sudamerica settentrionale. Questi uccelli sono territoriali durante tutto l'anno e vivono da soli o (durante la stagione della nidificazione) in coppie riproduttive e, per un breve periodo di tempo, accompagnati dalla propria prole. Durante la migrazione, tendono tuttavia a spostarsi in gruppi più numerosi, per poi disperdersi nuovamente una volta raggiunta la loro destinazione.
In inverno, essi vivono soprattutto in pianura, ma in alcuni luoghi, ad esempio in Costa Rica, possono salire fino a 1500 m sul livello del mare. I primi migratori partono alla fine di agosto e fanno la loro comparsa nei siti di svernamento non prima di settembre, mentre ondate successive vi giungono fino alla fine di ottobre o giù di lì. Essi partono nuovamente per nidificare tra la fine di marzo e i primi di maggio, arrivando nei terreni di nidificazione durante aprile e maggio. Le epoche della migrazione non sembrano essere variate molto nel corso del XX secolo.
Questo uccello sembra in grado di attraversare a malapena l'Atlantico, in quanto è stata registrata soltanto una manciata di avvistamenti in Norvegia, Irlanda e Gran Bretagna. Tuttavia, metà dei sei esemplari in questione erano esemplari morti. Un tordo acquaiolo fornaio in vita rinvenuto a St Mary's, nelle isole Scilly, nell'ottobre 2004 era in cattive condizioni, e morì nonostante le cure ricevute.
I tordi acquaioli fornai si aggirano in cerca di cibo sul terreno tra le foglie morte, talvolta volteggiando o catturando insetti in volo. Spesso, mentre camminano, questi uccelli piegano la coda all'insù e muovono la testa su e giù; a riposo, la coda può essere eretta e lentamente abbassata di nuovo, mentre gli esemplari allarmati tengono la coda eretta in una posizione intermedia. Questi uccelli si nutrono soprattutto di artropodi terrestri e chiocciole, ma anche la frutta compare nella loro dieta in inverno.
Il nido, chiamato generalmente «forno» (al quale l'uccello deve il nome), è costituito da una struttura a cupola situata sul terreno, fatta di vegetazione intrecciata e contenente un ingresso laterale. Entrambi i genitori si dedicano all'allevamento dei piccoli. Rispetto agli uccelli che nidificano sugli alberi, il fatto che il nido sia situato al suolo rende questa specie maggiormente vulnerabile alla predazione da parte dei tamia (Tamias). È risaputo che i tamia possono scavare gallerie ed entrare direttamente all'interno del nido e divorare i nidiacei.
I nidi del tordo acquaiolo fornaio sono vulnerabili al parassitismo del vaccaro testabruna (Molothrus ater), che sta divenendo sempre più numeroso in certe aree. Tuttavia, il numero di tordi acquaioli fornai sembra rimanere stabile. Di conseguenza, esso non viene considerato come specie minacciata dalla IUCN.

## In letteratura
Questo uccello è il protagonista di una poesia di Robert Frost, «L'uccello dei forni» (The Oven Bird), pubblicata nella sua raccolta di poesie «Intervallo montano» (Mountain Interval) nel 1916. Anche Robert Bly cita «lo svelto uccello dei forni» (the nimble oven bird) nella sua poesia breve The Slim Fir Seeds.